# 甘榜峇都站
甘榜峇都站是马来西亚的一个马来亚铁道通勤铁路(KTM)和快捷通轨道(Rapid KL)布城綫火车站，位于马来西亚吉隆坡北部甘榜峇都的西侧。該站也備有GO吉隆坡城市巴士與Rapid KL的接駁巴士服務。

## 歷史
此站建在殖民时期废弃的峇都村火车站（ Batu Village Railway Station ）的原址上。該站的KTM 芙蓉綫開通于2010年，隨著布城綫的建成，該站也在2022年6月16日開始為布城綫服務。

## 接駁巴士

173號巴士路綫圖

GO吉隆坡城市巴士

GO吉隆坡城市巴士 MAROON  (至 冼都站) ， Rapid KLT120  (Jalan Kampung Batu exit) 和173 .